# Wikno (powiat szczycieński)
Wikno (niem. Wickno, 1938–1945 Wickenau) – osada leśna w Polsce położona w województwie warmińsko-mazurskim, w powiecie szczycieńskim, w gminie Szczytno.
W latach 1975–1998 miejscowość administracyjnie należała do województwa olsztyńskiego.